# Широконосов, Геннадий Васильевич
Геннадий Васильевич Широконосов (род. 29 июля 1945) — российский политик, член Совета Федерации (2000—2005).

## Биография
Окончил Ленинградский горный институт по специальности «горный инженер» в 1970 г.;
Прошел срочную службу в Советской Армии с 1972 г. работал на заводе «Геомаш» в г. Щигры Курской области (производство бурового оборудования) в должностях от от инженера-конструктора до главного инженера; 1987—2000 — генеральный директор ОАО Завод «Геомаш»; в 2000 г. создал совместное с немецкой фирмой «Вирт» предприятие «Геовирт» по производству мобильных бурильных установок.

### Политическая карьера
входил в движение «Отечество — Вся Россия»; в 2000 г. являлся членом предвыборного штаба А. Михайлова, который был избран губернатором Курской области.
Представитель в Совете Федерации Федерального Собрания РФ от исполнительных органов государственной власти Курской области с ноября 2000 г., член Комитета по экономической политике, предпринимательству и собственности.